# Nebun (șah)
Nebunul este una din piesele folosite la șah. Fiecare jucător are la începutul jocului doi nebuni, așezați între unul dintre cai și rege sau damă. Cu alte cuvinte, nebunii albului sunt așezați la început pe câmpurile c1 și f1, iar nebunii negrului pe c8 și f8.
|   | a | b | c | d | e | f | g | h |   |
| 8 | h8 black cross · a7 black cross · g7 black cross · b6 black cross · f6 black cross · c5 black cross · e5 black cross · d4 black bishop · c3 black cross · e3 black cross · b2 black cross · f2 black cross · a1 black cross · g1 black cross | h8 black cross · a7 black cross · g7 black cross · b6 black cross · f6 black cross · c5 black cross · e5 black cross · d4 black bishop · c3 black cross · e3 black cross · b2 black cross · f2 black cross · a1 black cross · g1 black cross | h8 black cross · a7 black cross · g7 black cross · b6 black cross · f6 black cross · c5 black cross · e5 black cross · d4 black bishop · c3 black cross · e3 black cross · b2 black cross · f2 black cross · a1 black cross · g1 black cross | h8 black cross · a7 black cross · g7 black cross · b6 black cross · f6 black cross · c5 black cross · e5 black cross · d4 black bishop · c3 black cross · e3 black cross · b2 black cross · f2 black cross · a1 black cross · g1 black cross | h8 black cross · a7 black cross · g7 black cross · b6 black cross · f6 black cross · c5 black cross · e5 black cross · d4 black bishop · c3 black cross · e3 black cross · b2 black cross · f2 black cross · a1 black cross · g1 black cross | h8 black cross · a7 black cross · g7 black cross · b6 black cross · f6 black cross · c5 black cross · e5 black cross · d4 black bishop · c3 black cross · e3 black cross · b2 black cross · f2 black cross · a1 black cross · g1 black cross | h8 black cross · a7 black cross · g7 black cross · b6 black cross · f6 black cross · c5 black cross · e5 black cross · d4 black bishop · c3 black cross · e3 black cross · b2 black cross · f2 black cross · a1 black cross · g1 black cross | h8 black cross · a7 black cross · g7 black cross · b6 black cross · f6 black cross · c5 black cross · e5 black cross · d4 black bishop · c3 black cross · e3 black cross · b2 black cross · f2 black cross · a1 black cross · g1 black cross | 8 |
| 7 | h8 black cross · a7 black cross · g7 black cross · b6 black cross · f6 black cross · c5 black cross · e5 black cross · d4 black bishop · c3 black cross · e3 black cross · b2 black cross · f2 black cross · a1 black cross · g1 black cross | h8 black cross · a7 black cross · g7 black cross · b6 black cross · f6 black cross · c5 black cross · e5 black cross · d4 black bishop · c3 black cross · e3 black cross · b2 black cross · f2 black cross · a1 black cross · g1 black cross | h8 black cross · a7 black cross · g7 black cross · b6 black cross · f6 black cross · c5 black cross · e5 black cross · d4 black bishop · c3 black cross · e3 black cross · b2 black cross · f2 black cross · a1 black cross · g1 black cross | h8 black cross · a7 black cross · g7 black cross · b6 black cross · f6 black cross · c5 black cross · e5 black cross · d4 black bishop · c3 black cross · e3 black cross · b2 black cross · f2 black cross · a1 black cross · g1 black cross | h8 black cross · a7 black cross · g7 black cross · b6 black cross · f6 black cross · c5 black cross · e5 black cross · d4 black bishop · c3 black cross · e3 black cross · b2 black cross · f2 black cross · a1 black cross · g1 black cross | h8 black cross · a7 black cross · g7 black cross · b6 black cross · f6 black cross · c5 black cross · e5 black cross · d4 black bishop · c3 black cross · e3 black cross · b2 black cross · f2 black cross · a1 black cross · g1 black cross | h8 black cross · a7 black cross · g7 black cross · b6 black cross · f6 black cross · c5 black cross · e5 black cross · d4 black bishop · c3 black cross · e3 black cross · b2 black cross · f2 black cross · a1 black cross · g1 black cross | h8 black cross · a7 black cross · g7 black cross · b6 black cross · f6 black cross · c5 black cross · e5 black cross · d4 black bishop · c3 black cross · e3 black cross · b2 black cross · f2 black cross · a1 black cross · g1 black cross | 7 |
| 6 | h8 black cross · a7 black cross · g7 black cross · b6 black cross · f6 black cross · c5 black cross · e5 black cross · d4 black bishop · c3 black cross · e3 black cross · b2 black cross · f2 black cross · a1 black cross · g1 black cross | h8 black cross · a7 black cross · g7 black cross · b6 black cross · f6 black cross · c5 black cross · e5 black cross · d4 black bishop · c3 black cross · e3 black cross · b2 black cross · f2 black cross · a1 black cross · g1 black cross | h8 black cross · a7 black cross · g7 black cross · b6 black cross · f6 black cross · c5 black cross · e5 black cross · d4 black bishop · c3 black cross · e3 black cross · b2 black cross · f2 black cross · a1 black cross · g1 black cross | h8 black cross · a7 black cross · g7 black cross · b6 black cross · f6 black cross · c5 black cross · e5 black cross · d4 black bishop · c3 black cross · e3 black cross · b2 black cross · f2 black cross · a1 black cross · g1 black cross | h8 black cross · a7 black cross · g7 black cross · b6 black cross · f6 black cross · c5 black cross · e5 black cross · d4 black bishop · c3 black cross · e3 black cross · b2 black cross · f2 black cross · a1 black cross · g1 black cross | h8 black cross · a7 black cross · g7 black cross · b6 black cross · f6 black cross · c5 black cross · e5 black cross · d4 black bishop · c3 black cross · e3 black cross · b2 black cross · f2 black cross · a1 black cross · g1 black cross | h8 black cross · a7 black cross · g7 black cross · b6 black cross · f6 black cross · c5 black cross · e5 black cross · d4 black bishop · c3 black cross · e3 black cross · b2 black cross · f2 black cross · a1 black cross · g1 black cross | h8 black cross · a7 black cross · g7 black cross · b6 black cross · f6 black cross · c5 black cross · e5 black cross · d4 black bishop · c3 black cross · e3 black cross · b2 black cross · f2 black cross · a1 black cross · g1 black cross | 6 |
| 5 | h8 black cross · a7 black cross · g7 black cross · b6 black cross · f6 black cross · c5 black cross · e5 black cross · d4 black bishop · c3 black cross · e3 black cross · b2 black cross · f2 black cross · a1 black cross · g1 black cross | h8 black cross · a7 black cross · g7 black cross · b6 black cross · f6 black cross · c5 black cross · e5 black cross · d4 black bishop · c3 black cross · e3 black cross · b2 black cross · f2 black cross · a1 black cross · g1 black cross | h8 black cross · a7 black cross · g7 black cross · b6 black cross · f6 black cross · c5 black cross · e5 black cross · d4 black bishop · c3 black cross · e3 black cross · b2 black cross · f2 black cross · a1 black cross · g1 black cross | h8 black cross · a7 black cross · g7 black cross · b6 black cross · f6 black cross · c5 black cross · e5 black cross · d4 black bishop · c3 black cross · e3 black cross · b2 black cross · f2 black cross · a1 black cross · g1 black cross | h8 black cross · a7 black cross · g7 black cross · b6 black cross · f6 black cross · c5 black cross · e5 black cross · d4 black bishop · c3 black cross · e3 black cross · b2 black cross · f2 black cross · a1 black cross · g1 black cross | h8 black cross · a7 black cross · g7 black cross · b6 black cross · f6 black cross · c5 black cross · e5 black cross · d4 black bishop · c3 black cross · e3 black cross · b2 black cross · f2 black cross · a1 black cross · g1 black cross | h8 black cross · a7 black cross · g7 black cross · b6 black cross · f6 black cross · c5 black cross · e5 black cross · d4 black bishop · c3 black cross · e3 black cross · b2 black cross · f2 black cross · a1 black cross · g1 black cross | h8 black cross · a7 black cross · g7 black cross · b6 black cross · f6 black cross · c5 black cross · e5 black cross · d4 black bishop · c3 black cross · e3 black cross · b2 black cross · f2 black cross · a1 black cross · g1 black cross | 5 |
| 4 | h8 black cross · a7 black cross · g7 black cross · b6 black cross · f6 black cross · c5 black cross · e5 black cross · d4 black bishop · c3 black cross · e3 black cross · b2 black cross · f2 black cross · a1 black cross · g1 black cross | h8 black cross · a7 black cross · g7 black cross · b6 black cross · f6 black cross · c5 black cross · e5 black cross · d4 black bishop · c3 black cross · e3 black cross · b2 black cross · f2 black cross · a1 black cross · g1 black cross | h8 black cross · a7 black cross · g7 black cross · b6 black cross · f6 black cross · c5 black cross · e5 black cross · d4 black bishop · c3 black cross · e3 black cross · b2 black cross · f2 black cross · a1 black cross · g1 black cross | h8 black cross · a7 black cross · g7 black cross · b6 black cross · f6 black cross · c5 black cross · e5 black cross · d4 black bishop · c3 black cross · e3 black cross · b2 black cross · f2 black cross · a1 black cross · g1 black cross | h8 black cross · a7 black cross · g7 black cross · b6 black cross · f6 black cross · c5 black cross · e5 black cross · d4 black bishop · c3 black cross · e3 black cross · b2 black cross · f2 black cross · a1 black cross · g1 black cross | h8 black cross · a7 black cross · g7 black cross · b6 black cross · f6 black cross · c5 black cross · e5 black cross · d4 black bishop · c3 black cross · e3 black cross · b2 black cross · f2 black cross · a1 black cross · g1 black cross | h8 black cross · a7 black cross · g7 black cross · b6 black cross · f6 black cross · c5 black cross · e5 black cross · d4 black bishop · c3 black cross · e3 black cross · b2 black cross · f2 black cross · a1 black cross · g1 black cross | h8 black cross · a7 black cross · g7 black cross · b6 black cross · f6 black cross · c5 black cross · e5 black cross · d4 black bishop · c3 black cross · e3 black cross · b2 black cross · f2 black cross · a1 black cross · g1 black cross | 4 |
| 3 | h8 black cross · a7 black cross · g7 black cross · b6 black cross · f6 black cross · c5 black cross · e5 black cross · d4 black bishop · c3 black cross · e3 black cross · b2 black cross · f2 black cross · a1 black cross · g1 black cross | h8 black cross · a7 black cross · g7 black cross · b6 black cross · f6 black cross · c5 black cross · e5 black cross · d4 black bishop · c3 black cross · e3 black cross · b2 black cross · f2 black cross · a1 black cross · g1 black cross | h8 black cross · a7 black cross · g7 black cross · b6 black cross · f6 black cross · c5 black cross · e5 black cross · d4 black bishop · c3 black cross · e3 black cross · b2 black cross · f2 black cross · a1 black cross · g1 black cross | h8 black cross · a7 black cross · g7 black cross · b6 black cross · f6 black cross · c5 black cross · e5 black cross · d4 black bishop · c3 black cross · e3 black cross · b2 black cross · f2 black cross · a1 black cross · g1 black cross | h8 black cross · a7 black cross · g7 black cross · b6 black cross · f6 black cross · c5 black cross · e5 black cross · d4 black bishop · c3 black cross · e3 black cross · b2 black cross · f2 black cross · a1 black cross · g1 black cross | h8 black cross · a7 black cross · g7 black cross · b6 black cross · f6 black cross · c5 black cross · e5 black cross · d4 black bishop · c3 black cross · e3 black cross · b2 black cross · f2 black cross · a1 black cross · g1 black cross | h8 black cross · a7 black cross · g7 black cross · b6 black cross · f6 black cross · c5 black cross · e5 black cross · d4 black bishop · c3 black cross · e3 black cross · b2 black cross · f2 black cross · a1 black cross · g1 black cross | h8 black cross · a7 black cross · g7 black cross · b6 black cross · f6 black cross · c5 black cross · e5 black cross · d4 black bishop · c3 black cross · e3 black cross · b2 black cross · f2 black cross · a1 black cross · g1 black cross | 3 |
| 2 | h8 black cross · a7 black cross · g7 black cross · b6 black cross · f6 black cross · c5 black cross · e5 black cross · d4 black bishop · c3 black cross · e3 black cross · b2 black cross · f2 black cross · a1 black cross · g1 black cross | h8 black cross · a7 black cross · g7 black cross · b6 black cross · f6 black cross · c5 black cross · e5 black cross · d4 black bishop · c3 black cross · e3 black cross · b2 black cross · f2 black cross · a1 black cross · g1 black cross | h8 black cross · a7 black cross · g7 black cross · b6 black cross · f6 black cross · c5 black cross · e5 black cross · d4 black bishop · c3 black cross · e3 black cross · b2 black cross · f2 black cross · a1 black cross · g1 black cross | h8 black cross · a7 black cross · g7 black cross · b6 black cross · f6 black cross · c5 black cross · e5 black cross · d4 black bishop · c3 black cross · e3 black cross · b2 black cross · f2 black cross · a1 black cross · g1 black cross | h8 black cross · a7 black cross · g7 black cross · b6 black cross · f6 black cross · c5 black cross · e5 black cross · d4 black bishop · c3 black cross · e3 black cross · b2 black cross · f2 black cross · a1 black cross · g1 black cross | h8 black cross · a7 black cross · g7 black cross · b6 black cross · f6 black cross · c5 black cross · e5 black cross · d4 black bishop · c3 black cross · e3 black cross · b2 black cross · f2 black cross · a1 black cross · g1 black cross | h8 black cross · a7 black cross · g7 black cross · b6 black cross · f6 black cross · c5 black cross · e5 black cross · d4 black bishop · c3 black cross · e3 black cross · b2 black cross · f2 black cross · a1 black cross · g1 black cross | h8 black cross · a7 black cross · g7 black cross · b6 black cross · f6 black cross · c5 black cross · e5 black cross · d4 black bishop · c3 black cross · e3 black cross · b2 black cross · f2 black cross · a1 black cross · g1 black cross | 2 |
| 1 | h8 black cross · a7 black cross · g7 black cross · b6 black cross · f6 black cross · c5 black cross · e5 black cross · d4 black bishop · c3 black cross · e3 black cross · b2 black cross · f2 black cross · a1 black cross · g1 black cross | h8 black cross · a7 black cross · g7 black cross · b6 black cross · f6 black cross · c5 black cross · e5 black cross · d4 black bishop · c3 black cross · e3 black cross · b2 black cross · f2 black cross · a1 black cross · g1 black cross | h8 black cross · a7 black cross · g7 black cross · b6 black cross · f6 black cross · c5 black cross · e5 black cross · d4 black bishop · c3 black cross · e3 black cross · b2 black cross · f2 black cross · a1 black cross · g1 black cross | h8 black cross · a7 black cross · g7 black cross · b6 black cross · f6 black cross · c5 black cross · e5 black cross · d4 black bishop · c3 black cross · e3 black cross · b2 black cross · f2 black cross · a1 black cross · g1 black cross | h8 black cross · a7 black cross · g7 black cross · b6 black cross · f6 black cross · c5 black cross · e5 black cross · d4 black bishop · c3 black cross · e3 black cross · b2 black cross · f2 black cross · a1 black cross · g1 black cross | h8 black cross · a7 black cross · g7 black cross · b6 black cross · f6 black cross · c5 black cross · e5 black cross · d4 black bishop · c3 black cross · e3 black cross · b2 black cross · f2 black cross · a1 black cross · g1 black cross | h8 black cross · a7 black cross · g7 black cross · b6 black cross · f6 black cross · c5 black cross · e5 black cross · d4 black bishop · c3 black cross · e3 black cross · b2 black cross · f2 black cross · a1 black cross · g1 black cross | h8 black cross · a7 black cross · g7 black cross · b6 black cross · f6 black cross · c5 black cross · e5 black cross · d4 black bishop · c3 black cross · e3 black cross · b2 black cross · f2 black cross · a1 black cross · g1 black cross | 1 |
|   | a | b | c | d | e | f | g | h |   |

Nebunul poate muta oricâte pătrățele, dar numai pe diagonală. Nebunul nu poate sări peste alte piese. În diagrama alăturată se poate vedea cum mută nebunul. Datorită mutării pe diagonală, un nebun rămâne întotdeauna pe câmpuri de aceeași culoare. Cum la începutul jocului un nebun stă pe un câmp negru, iar celălalt pe un câmp alb, cei doi nebuni se mai numesc și nebun de alb și nebun de negru.
Pentru că nebunul are acces la numai 32 din câmpurile tablei, este considerat mai slab decât turnul, care are acces la toate cele 64 de câmpuri ale table. În plus, un turn pe o tablă goală atacă 14 câmpuri, în timp ce un nebun atacă între șapte și treisprezece câmpuri, în funcție de poziție. Un turn este echivalentul aproximativ al unui nebun și a doi pioni.
Nebunii au cam aceeași valoare ca și caii. Nebunii câștigă în putere spre sfârșitul jocului, pentru că numărul de piese de pe tablă scade și astfel se eliberează linii de atac pentru ei. Pe o tablă goală, nebunul poate fi activ pe amândouă părțile în același timp, pe când calul se deplasează mai greu dintr-o parte într-alta a tablei. Într-un final de joc cu puține piese rămase, o pereche de nebuni este neîndoielnic mai puternică decât un nebun și un cal sau o pereche de cai. Un jucător având o pereche de nebuni are o armă strategică ce constă în posibilitatea de a face multe schimburi de piese care să ducă la un final de joc avantajos.
Ca valoare de schimb, nebunul valorează cât trei pioni.